# Sabine Erlinghagen
Sabine Erlinghagen ist eine deutsche Managerin.

## Leben und Wirken
Zwischen 2011 und 2014 absolvierte Sabine Erlinghagen ihr Doktoratsstudium an der Eawag am Lehrstuhl "Sustainability and Technology" von Professor Volker Hoffmann, das sie im September 2014 mit einem Diplom der ETH Zürich abschloss. Im Rahmen ihrer Doktorthesis beschäftigte sie sich mit Smart Grids, wobei sie sich insbesondere auf den Einfluss der ICT-Branche in diesem Bereich fokussierte. Weiter hält Sabine Erlinghagen Diplome der Universität Köln sowie der ESCP Business School.
Gemeinsam mit anderen Autorinnen hat Sabine Erlinghagen im Buch "Energie im Wandel: Frauen gestalten die Schweizer Energiezukunft" ihre Perspektive auf die Thematik Energiewende und energiewirtschaftliche Fragestellungen dargelegt.
Sabine Erlinghagen ist Chief Executive Officer (CEO) von Siemens Grid Software.